# مرحلة التأهيل والدور الفاصل في دوري أوروبا 2012–13
تقدم هذه المقالة تفاصيل مرحلة التأهيل والدور الفاصل في دوري أوروبا 2012–13.
جميع الأوقات حسب توقيت وسط أوروبا الصيفي (ت ع م+02:00).

## مواعيد المراحل والقرعات
تقام جميع القرعات بمقر الاتحاد الأوروبي لكرة القدم في نيون، سويسرا.
| الدور                 | موعد ووقت القرعة    | المواجهة الأولى | المواجهة الثانية |
| --------------------- | ------------------- | --------------- | ---------------- |
| الدور الأول التأهيلي  | 25 يونيو 2012 13:30 | 5 يوليو 2012    | 12 يوليو 2012    |
| الدور الثاني التأهيلي | 25 يونيو 2012 13:30 | 19 يوليو 2012   | 26 يوليو 2012    |
| الدور الثالث التأهيلي | 20 يوليو 2012 13:30 | 2 أغسطس 2012    | 9 أغسطس 2012     |
| الدور الفاصل          | 10 أغسطس 2012 13:30 | 23 أغسطس 2012   | 30 أغسطس 2012    |

قد تلعب المباريات أيضاً أيام الثلاثاء والأربعاء بدلاً من يوم الخميس المعتاد بسبب تضارب المواعيد المبرمجة.

## النظام
تلعب كل مواجهة بنظام مبارتين ذهاب وإياب، حيث يلعب كل فريق مباراة واحدة على أرضه. الفريق الذي تكون النتيجة الإجمالية لصالحه يتقدم إلى الدور التالي. عندما تكون تنتهي النتيجة الكلية بالتعادل، سيطبق قانون الأهداف خارج القواعد، أي الفريق الذي سجل أهدافا أكثر خارج ملعبه في المباراتين يتأهل. إذا كانت الأهداف خارج القواعد أيضا متساوية، حينها تلعب ثلاثين دقيقة من الوقت الإضافي، تقسم إلى شوطين من خمسة عشر دقيقة. قانون الأهداف خارج القواعد يطبق مرة أخرى بعد الوقت الإضافي، أي إذا تم تسجيل أهداف خلال الوقت الإضافي والنتيجة الإجمالية لا تزال متعادلة، يتأهل الفريق الضيف بفضل المزيد من الأهداف خارج قواعده. أذا لم يتم تسجيل أهداف خلال الوقت الإضافي، تحسم نتيجة المواجهة عبر ركلات الترجيح.
في قرعة كل دور، يتم تصنيف الفرق استنادا إلى معامل أندية اليويفا 2012، حيث تقسم الفرق إلى وعائات مصنفة وغير مصنفة.

## الفرق
في الأدنى تظهر الفرق الـ168 التي ستشارك في مرحلة التأهيل والدور الفاصل، مجتمعين حسب جولات البداية (بما في ذلك 14 فريق من الدور التأهيلي الثالث لدوري الأبطال حيث سينضمون إلى الدور الفاصل). الفائزون الـ31 من الدور الفاصل سيتأهلون إلى دور المجموعات للانضمام إلى 7 متأهلين تلقائياً والفرق العشر الخاسرة من الدور الفاصل لدوري الأبطال.
| مفاتيح الألوان         |
| ---------------------- |
| تأهل إلى دور المجموعات |
| تم إقصائه              |

| الدور الفاصل         | الدور الفاصل |
| فريق                 | معامل        |
| -------------------- | ------------ |
| سبورتينغ لشبونة      | 82.069       |
| سسكا موسكو           | 80.566       |
| آيندهوفن             | 76.103       |
| بوردو                | 58.835       |
| شتوتغارت             | 55.037       |
| ميتاليست خاركيف      | 52.526       |
| ألكمار               | 44.103       |
| كلوب بروج د أ        | 35.480       |
| هابويل تل أبيب       | 31.400       |
| لاتسيو               | 29.996       |
| طرابزونسبور          | 19.810       |
| نيوكاسل يونايتد      | 16.882       |
| ليفانتي              | 16.837       |
| بارتيزان د أ         | 14.350       |
| دنيبرو دنيبروبتروفسك | 14.026       |
| فاسلوي د أ           | 13.764       |
| دينامو بوخارست       | 13.264       |
| فيينورد د أ          | 12.603       |
| شريف تيراسبول د أ    | 9.849        |
| ديبريتسين د أ        | 7.950        |
| أتروميتوس            | 7.420        |
| هارت أوف ميدلوثيان   | 7.228        |
| ماذرويل د أ          | 6.728        |
| ميدتييلاند           | 6.505        |
| لوكيرين              | 6.480        |
| لوزيرن               | 6.360        |
| سلوفان ليبيريتس د أ  | 5.570        |
| شلوسك فروتسلاو د أ   | 5.483        |
| هلسنكي د أ           | 5.326        |
| إكراناس د أ          | 4.875        |
| مولده د أ            | 3.935        |
| إف.91 دوديلانغ د أ   | 2.716        |
| نيفتشي باكو د أ      | 2.241        |

| الدور التأهيلي الثالث | الدور التأهيلي الثالث |
| فريق                  | معامل                 |
| --------------------- | --------------------- |
| إنتر ميلان            | 104.996               |
| ليفربول               | 90.882                |
| مرسيليا               | 85.835                |
| أتلتيك بيلباو         | 47.837                |
| هانوفر 96             | 31.037                |
| باوك                  | 27.920                |
| ستيوا بوخارست         | 26.764                |
| سبارتا براغ           | 25.570                |
| هيرينفين              | 20.103                |
| جينك                  | 16.480                |
| بورصاسبور             | 13.310                |
| ماريتيمو              | 12.569                |
| رابيد فيينا           | 12.225                |
| دينامو موسكو          | 11.066                |
| أومونيا               | 9.099                 |
| أرسنال كييف           | 9.026                 |
| دندي يونايتد          | 6.228                 |
| هورسينس               | 5.505                 |

| الدور التأهيلي الثاني | الدور التأهيلي الثاني |
| فريق                  | معامل                 |
| --------------------- | --------------------- |
| أبويل                 | 33.599                |
| أنورثوسيس             | 17.099                |
| يونغ بويز             | 16.860                |
| فيكتوريا بلزن         | 14.070                |
| غينت                  | 12.480                |
| ليغيا وارسو           | 11.983                |
| ليفسكي صوفيا          | 11.850                |
| النجم الأحمر بلغراد   | 10.850                |
| ميتالورغ دونيتسك      | 10.526                |
| سسكا صوفيا            | 10.350                |
| أنجي محج قلعة         | 9.566                 |
| فيتيس                 | 9.103                 |
| ملادا بوليسلاف        | 9.070                 |
| رابيد بوخارست         | 8.764                 |
| سلوفان براتيسلافا     | 7.974                 |
| هايدوك سبليت          | 7.774                 |
| أستيراس تريبولي       | 7.420                 |
| بني يهودا             | 7.400                 |
| إسكيشهرسبور           | 6.810                 |
| رييد                  | 6.725                 |
| أيك                   | 5.680                 |
| آرهوس                 | 5.505                 |
| أوليسوند              | 5.435                 |
| مكابي نتانيا          | 5.400                 |
| سيرفيت                | 5.360                 |
| أدميرا فاكر مودلينغ   | 5.225                 |
| روخ خورزوف            | 4.983                 |
| سبارتاك ترنافا        | 4.974                 |
| ترومسو                | 4.935                 |
| سلافين بيلوبو         | 4.774                 |
| فويفودينا             | 4.350                 |
| سانت جونستون          | 4.228                 |
| نافتان نوفوبولوتسك    | 4.141                 |
| شاختسيور ساليهورسك    | 4.141                 |
| إنتر توركو            | 3.826                 |
| فيديوتون              | 3.450                 |
| شيروكي برييغ          | 2.933                 |
| سكونتو                | 2.924                 |
| لوكوموتيف بلوفديف     | 2.850                 |
| سليغو روفرز           | 2.725                 |
| ديلا غوري             | 1.733                 |
| ميلسامي أورهي         | 1.599                 |
| زالغيريس فيلنيوس      | 1.375                 |

| الدور التأهيلي الأول | الدور التأهيلي الأول |
| فريق                 | معامل                |
| -------------------- | -------------------- |
| تفينتي               | 57.103               |
| ليخ بوزنان           | 22.483               |
| روزنبورغ             | 20.935               |
| إلفسبورغ             | 10.180               |
| كالمار               | 7.180                |
| أكتوبه               | 5.066                |
| سانت باتريكس أثليتيك | 4.975                |
| ستابيك               | 4.935                |
| غوميل                | 4.641                |
| ميتالورغي روستافي    | 4.233                |
| ساراييفو             | 4.183                |
| بوهيميانز            | 3.975                |
| سينيتسا              | 3.974                |
| أوسييك               | 3.774                |
| إف إتش               | 3.566                |
| ليفاديا تالين        | 3.533                |
| بيونيك               | 3.441                |
| داسيا كيشيناو        | 3.349                |
| باكو                 | 3.241                |
| بوراك بانيا لوكا     | 3.183                |
| لييباياس ميتالورغس   | 3.174                |
| بانغور سيتي          | 3.049                |
| ديفردانج 03          | 2.966                |
| هونفيد               | 2.950                |
| سودوفا ماريامبوله    | 2.875                |
| ياغودينا             | 2.850                |
| ميبا                 | 2.826                |
| تيرانا               | 2.783                |
| أوليمبيا ليوبليانا   | 2.674                |
| رينوفا               | 2.633                |
| إنتر باكو            | 2.491                |
| رودار بليفليا        | 2.375                |
| كوبس                 | 2.326                |
| شكينديا              | 2.133                |
| بيركيركارا           | 2.116                |
| إي بي ستريمور        | 2.033                |
| خزر لنكران           | 1.991                |
| بودابست              | 1.950                |
| ميتالورغ سكوبيه      | 1.883                |
| شياولياي             | 1.875                |
| زيمبرو كيشيناو       | 1.849                |
| جي جي كي             | 1.826                |
| فلامورتاري فلوره     | 1.783                |
| كليفتونفيل           | 1.766                |
| توربيدو كوتايسي      | 1.733                |
| سانتا كولوما         | 1.700                |
| سانت إيلي تاون       | 1.549                |
| كروسيدرز             | 1.516                |
| جونيس إيش            | 1.466                |
| تسيليي               | 1.424                |
| داوغافا              | 1.424                |
| مورا 05              | 1.424                |
| زيتا                 | 1.375                |
| إي بي في             | 1.316                |
| ترانز نارفا          | 1.283                |
| فلوريانا             | 1.116                |
| هيبرنيانز            | 1.116                |
| أورداباسي            | 1.066                |
| ثور أكوريري          | 1.066                |
| زهيتيسو              | 1.066                |
| نوم كاليو            | 1.033                |
| رونافيك              | 1.033                |
| بورتاداون            | 1.016                |
| غريفينماشر           | 0.966                |
| غاندزاسار            | 0.941                |
| تشيليك نيكشيتش       | 0.875                |
| إيشين/ماورين         | 0.800                |
| تويتا دوريس          | 0.783                |
| فيكينغور             | 0.783                |
| سانتا كولوما         | 0.700                |
| كيفن درويدز          | 0.549                |
| شيراك                | 0.441                |
| لا فيوريتا           | 0.183                |
| ليبرتاس              | 0.183                |

د أ الفرق الخاسرة من الدور التأهيلي الثالث من دوري الأبطال

## الدور التأهيلي الأول

### التصنيف
| المجموعة 1                                       | المجموعة 1                                                    | المجموعة 2                                                                   | المجموعة 2                                                   | المجموعة 3                                                                       | المجموعة 3                                                      | المجموعة 4                                         | المجموعة 4                                           |
| مصنف                                             | غير مصنف                                                      | مصنف                                                                         | غير مصنف                                                     | مصنف                                                                             | غير مصنف                                                        | مصنف                                               | غير مصنف                                             |
| ------------------------------------------------ | ------------------------------------------------------------- | ---------------------------------------------------------------------------- | ------------------------------------------------------------ | -------------------------------------------------------------------------------- | --------------------------------------------------------------- | -------------------------------------------------- | ---------------------------------------------------- |
| أكتوبه سينيتسا بوراك بانيا لوكا تيرانا إنتر باكو | بودابست توربيدو كوتايسي ترانز نارفا غريفينماشر تشيليك نيكشيتش | إلفسبورغ أوسييك باكو ياغودينا رينوفا                                         | سانتا كولوما مورا 05 فلوريانا أورداباسي ليبرتاس              | روزنبورغ بوهيميانز ليفاديا تالين ديفردانج 03 ميبا                                | شياولياي كروسيدرز ثور أكوريري رونافيك كيفن درويدز               | تفينتي ساراييفو داسيا كيشيناو هونفيد رودار بليفليا | فلامورتاري فلوره تسيليي هيبرنيانز سانتا كولوما شيراك |
| المجموعة 5                                       | المجموعة 5                                                    | المجموعة 6                                                                   | المجموعة 6                                                   | المجموعة 7                                                                       | المجموعة 7                                                      |                                                    |                                                      |
| مصنف                                             | غير مصنف                                                      | مصنف                                                                         | غير مصنف                                                     | مصنف                                                                             | غير مصنف                                                        |                                                    |                                                      |
| كالمار غوميل إف إتش سودوفا ماريامبوله كوبس       | كليفتونفيل سانت إيلي تاون داوغافا إيشين/ماورين فيكينغور       | ليخ بوزنان ميتالورغي روستافي بيونيك أوليمبيا ليوبليانا بيركيركارا خزر لنكران | ميتالورغ سكوبيه جونيس إيش زيتا زهيتيسو نوم كاليو تيوتا دوريس | سانت باتريكس أثليتيك ستابيك لييباياس ميتالورغس بانغور سيتي شكينديا إي بي ستريمور | زيمبرو كيشيناو جي جي كي إي بي في بورتاداون غاندزاسار لا فيوريتا |                                                    |                                                      |

### المباريات
| الفريق الأول         | إجم.     | الفريق الثاني      | مباراة الذهاب | مباراة الإياب |
| -------------------- | -------- | ------------------ | ------------- | ------------- |
| ترانز نارفا          | 0–17     | إنتر باكو          | 0–5           | 0–2           |
| بودابست              | 2–13     | سينيتسا            | 1–1           | 1–2           |
| تيرانا               | 2–0      | غريفينماشر         | 2–0           | 0–0           |
| توربيدو كوتايسي      | 1–2      | أكتوبه             | 1–1           | 0–1           |
| بوراك بانيا لوكا     | 3–3 (أ)  | تشيليك نيكشيتش     | 2–2           | 1–1           |
| باكو                 | 0–2      | مورا 05            | 0–0           | 0–2           |
| إلفسبورغ             | 12–0     | فلوريانا           | 8–0           | 4–0           |
| رينوفا               | 8–0      | ليبرتاس            | 4–0           | 4–0           |
| سانتا كولوما         | 1–4      | أوسييك             | 0–1           | 1–3           |
| ياغودينا             | 0–1      | أورداباسي          | 0–1           | 0–0           |
| ديفردانج 03          | 6–0      | رونافيك            | 3–0           | 3–0           |
| كروسيدرز             | 0–14     | روزنبورغ           | 0–3           | 0–1           |
| كيفن درويدز          | 0–15     | ميبا               | 0–0           | 0–5           |
| ليفاديا تالين        | 2–2 (أ)1 | شياولياي           | 1–0           | 1–2           |
| بوهيميانز            | 1–5      | ثور أكوريري        | 0–0           | 1–5           |
| ساراييفو             | 9–6      | هيبرنيانز          | 5–2           | 4–4           |
| تفينتي               | 9–0      | سانتا كولوما       | 6–0           | 3–0           |
| رودار بليفليا        | 1–2      | شيراك              | 0–1           | 1–1           |
| فلامورتاري فلوره     | 0–3      | هونفيد             | 0–1           | 0–2           |
| داسيا كيشيناو        | 2–0      | تسيليي             | 1–0           | 1–0           |
| سودوفا ماريامبوله    | 3–3 (أ)  | داوغافا            | 0–1           | 3–2           |
| كوبس                 | 3–2      | سانت إيلي تاون     | 2–1           | 1–1           |
| كليفتونفيل           | 1–14     | كالمار             | 1–0           | 0–4           |
| فيكينغور             | 0–10     | غوميل              | 0–6           | 0–4           |
| إف إتش               | 3–1      | إيشين/ماورين       | 2–1           | 1–0           |
| ليخ بوزنان           | 3–1      | زهيتيسو            | 2–0           | 1–1           |
| خزر لنكران           | 4–2      | نوم كاليو          | 2–2           | 2–0           |
| بيركيركارا           | 2–2 (أ)  | ميتالورغ سكوبيه    | 2–2           | 0–0           |
| بيونيك               | 2–14     | زيتا               | 0–3           | 2–1           |
| تيوتا دوريس          | 1–9      | ميتالورغي روستافي  | 0–3           | 1–6           |
| أوليمبيا ليوبليانا   | 6–0      | جونيس إيش          | 3–0           | 3–0           |
| إي بي ستريمور        | 3–3 (أ)  | غاندزاسار          | 3–1           | 0–2           |
| سانت باتريكس أثليتيك | 2–2 (أ)  | إي بي في           | 1–0           | 1–2           |
| لا فيوريتا           | 0–16     | لييباياس ميتالورغس | 0–2           | 0–4           |
| جي جي كي             | 4–3      | ستابيك             | 2–0           | 2–3           |
| بانغور سيتي          | 1–12     | زيمبرو كيشيناو     | 0–0           | 1–2           |
| شكينديا              | 1–2      | بورتاداون          | 0–0           | 1–2           |

ملاحظات
ملاحظة 1: تم عكس ترتيب المواجهتين بعد القرعة الأصلية.

### المواجهة الأولى
| فيكينغور | 6 – 0 | غوميل                                                                        |
| -------- | ----- | ---------------------------------------------------------------------------- |
|          | تقرير | هليب 52'، 55' · فورونكوف 57' · أليكسيفيتش 58' · كاشيفسكي 70' · ليافيتسكي 80' |

| شكينديا | 0 – 0 | بورتاداون |
| ------- | ----- | --------- |
|         | تقرير |           |

| خزر لنكران                    | 2 – 2 | نوم كاليو           |
| ----------------------------- | ----- | ------------------- |
| سوباشيتش 7' · سكارلاتاتشي 30' | تقرير | واكوي 5' · بوري 70' |

| ترانز نارفا | 5 – 0 | إنتر باكو                                                        |
| ----------- | ----- | ---------------------------------------------------------------- |
|             | تقرير | تسخادادزي 11'، 35' · مامادوف 62' · أداميا 70' · حجييف 76' (ركل.) |

| رينوفا                               | 0 – 4 | ليبرتاس |
| ------------------------------------ | ----- | ------- |
| بايرامي 14' (ركل.)، 83' · سكندري 60' | تقرير |         |

| ياغودينا | 1 – 0 | أورداباسي |
| -------- | ----- | --------- |
|          | تقرير | منصور 85' |

| كوبس                            | 1 – 2 | سانت إيلي تاون |
| ------------------------------- | ----- | -------------- |
| يوينماكي 5' (ركل.) · بورييه 19' | تقرير | بوين 60'       |

| ليفاديا تالين        | 0 – 1 | شياولياي |
| -------------------- | ----- | -------- |
| جوفينال 63' (بالخطأ) | تقرير |          |

| باكو | 0 – 0 | مورا 05 |
| ---- | ----- | ------- |
|      | تقرير |         |

| إلفسبورغ                                                                               | 0 – 8 | فلوريانا |
| -------------------------------------------------------------------------------------- | ----- | -------- |
| هولت 5'، 24'، 26' (ركل.) · ياوو 10' · نيلسون 37' · كلايسون 51' · فريك 54' · لارسون 62' | تقرير |          |

| رودار بليفليا | 1 – 0 | شيراك  |
| ------------- | ----- | ------ |
|               | تقرير | لي 71' |

| بيونيك | 3 – 0 | زيتا                                          |
| ------ | ----- | --------------------------------------------- |
|        | تقرير | فوياتشيش 62' · بيليتشيش 81' · أورلانديش 90+2' |

| جي جي كي                   | 0 – 2 | ستابيك |
| -------------------------- | ----- | ------ |
| غروبوروفيتش 16' · ووسو 66' | تقرير |        |

| ديفردانج 03                            | 0 – 3 | رونافيك |
| -------------------------------------- | ----- | ------- |
| كيتنماير 31' · بيتمير 41' · الرفيق 47' | تقرير |         |

| داسيا كيشيناو | 0 – 1 | تسيليي |
| ------------- | ----- | ------ |
| سو 42'        | تقرير |        |

| سودوفا ماريامبوله | 1 – 0 | نادي داوغافا |
| ----------------- | ----- | ------------ |
|                   | تقرير | كوفايوبس 87' |

| تيرانا                      | 0 – 2 | غريفينماشر |
| --------------------------- | ----- | ---------- |
| موتشولاري 40' · فيراي 45+2' | تقرير |            |

| توربيدو كوتايسي | 1 – 1 | أكتوبه       |
| --------------- | ----- | ------------ |
| سابانادزه 62'   | تقرير | بيكماييف 82' |

| بيركيركارا               | 2 – 2 | ميتالورغ سكوبيه               |
| ------------------------ | ----- | ----------------------------- |
| سيلفا 53' · تريغانزا 87' | تقرير | نستوروفسكي 2' · تسورلينوف 55' |

| سانتا كولوما | 1 – 0 | أوسييك          |
| ------------ | ----- | --------------- |
|              | تقرير | ميليتشيفيتش 77' |

| ساراييفو                                                                           | 2 – 5 | هيبرنيانز                        |
| ---------------------------------------------------------------------------------- | ----- | -------------------------------- |
| سولييتش 2' · تورلاك 45+1' · كاراماتيتش 54' (ركل.) · هادجيتش 79' · تاتوميورفيتش 90' | تقرير | فاروغيا 20' · رودولفو سواريس 33' |

| تفينتي                                                | 0 – 6 | سانتا كولوما |
| ----------------------------------------------------- | ----- | ------------ |
| شيلدر 28'، 29' · تاديتش 63' · جون 71' · بليت 77'، 79' | تقرير |              |

| ليخ بوزنان                     | 0 – 2 | زهيتيسو |
| ------------------------------ | ----- | ------- |
| مورافسكي 61' · لوفرينتشيتش 65' | تقرير |         |

| أوليمبيا ليوبليانا              | 0 – 3 | جونيس إيش |
| ------------------------------- | ----- | --------- |
| إيفيليا 53' · فيسنتي 76'، 90+3' | تقرير |           |

| إي بي ستريمور                                  | 1 – 3 | غاندزاسار |
| ---------------------------------------------- | ----- | --------- |
| هانسنبيرك 9' (ركل.)، 33' (ركل.) · سامويلسن 26' | تقرير | كوريا 72' |

| بودابست   | 1 – 1 | سينيتسا     |
| --------- | ----- | ----------- |
| لازوك 30' | تقرير | بلاكبرن 58' |

| كيفن درويدز | 0 – 0 | ميبا |
| ----------- | ----- | ---- |
|             | تقرير |      |

| فلامورتاري فلوره | 1 – 0 | هونفيد     |
| ---------------- | ----- | ---------- |
|                  | تقرير | فيرنيس 46' |

| تيوتا دوريس | 3 – 0 | ميتالورغي روستافي                                |
| ----------- | ----- | ------------------------------------------------ |
|             | تقرير | تاتاناشفيلي 77' · كفاراتسخيليا 84'، 90+2' (ركل.) |

| لا فيوريتا | 2 – 0 | لييباياس ميتالورغس            |
| ---------- | ----- | ----------------------------- |
|            | تقرير | ليليوغا 40' · سولونيتسينس 90' |

| بوهيميانز | 0 – 0 | ثور أكوريري |
| --------- | ----- | ----------- |
|           | تقرير |             |

| كليفتونفيل | 0 – 1 | كالمار |
| ---------- | ----- | ------ |
| بويس 71'   | تقرير |        |

| سانت باتريكس أثليتيك | 0 – 1 | إي بي في |
| -------------------- | ----- | -------- |
| فاغان 39'            | تقرير |          |

| بانغور سيتي | 0 – 0 | زيمبرو كيشيناو |
| ----------- | ----- | -------------- |
|             | تقرير |                |

| كروسيدرز | 3 – 0 | روزنبورغ                     |
| -------- | ----- | ---------------------------- |
|          | تقرير | دورسن 19'، 76' · دوتشكال 71' |

| بوراك بانيا لوكا        | 2 – 2 | تشيليك نيكشيتش                  |
| ----------------------- | ----- | ------------------------------- |
| ستوكيش 39' · دوغيتش 42' | تقرير | بوييتش 36' (ركل.) · أغوفيتش 82' |

| إف إتش                      | 1 – 2 | إيشين/ماورين |
| --------------------------- | ----- | ------------ |
| إينغاسون 44' · بيورنسون 81' | تقرير | فاسلر 48'    |

ملاحظات
ملاحظة 2: فيكينغور لعب مباراته على أرضه في ملعب غوندادالور، تورسهافن بما أن ملعبه ملعب سيربيغورذي لا يلبي معايير اليويفا.
ملاحظة 3: شكينديا لعب مباراته على أرضه في ميلانو أرينا، كومانوفو بما أن ملعبه ملعب غرادسكي تيتوفو لا يلبي معايير اليويفا.
ملاحظة 4: ترانز نارفا لعب مباراته على أرضه في ملعب مدينة راكفيري، راكفيري بدلاً من ملعبه ملعب كرينهولمي.
ملاحظة 5: رينوفا لعب مباراته على أرضه في ميلانو أرينا، كومانوفو بما أن ملعبه ملعب غرادسكي تيتوفو لا يلبي معايير اليويفا.
ملاحظة 6: باكو لعب مباراته على أرضه في دالغا أرينا، باكو بدلاً من ملعبه إستاد توفيق بهراموف.
ملاحظة 7: رودار بليفليا لعب مباراته على أرضه في ملعب غرادسكي، نيكشيتش بما أن ملعبه ملعب غرادسكي (بلييفليا) لا يلبي معايير اليويفا.
ملاحظة 8: ديفردانج 03 لعب مباراته على أرضه في ملعب دو لا فرونتير، إش سور ألزت بما أن ملعبه ملعب تيلينبرغ لا يلبي معايير اليويفا.
ملاحظة 9: تيرانا لعب مباراته على أرضه في ملعب كمال صتافا، تيرانا بما أن ملعبه ملعب سلمان ستيرماسي لا يلبي معايير اليويفا.
ملاحظة 10: إي بي ستريمور لعب مباراته على أرضه في غوندادالور، تورسهافن بما أن ملعبه فيذ مارغاير لا يلبي معايير اليويفا.
ملاحظة 11: كيفن درويدز لعب مباراته على أرضه في ملعب رايسكورس، ريكسهام بما أن ملعبه ملعب ذا روك لا يلبي معايير اليويفا.

### المواجهة الثانية
| فلوريانا | 4 – 0 | إلفسبورغ                                            |
| -------- | ----- | --------------------------------------------------- |
|          | تقرير | موبايك 19' · هيلييمارك 50' · فريك 67' · كلايسون 77' |

إلفسبورغ فاز 12–0 بمجموع المباراتين.
| غريفينماشر | 0 – 0 | تيرانا |
| ---------- | ----- | ------ |
|            | تقرير |        |

تيرانا فاز 2–0 بمجموع المباراتين.
| نوم كاليو | 2 – 0 | خزر لنكران                |
| --------- | ----- | ------------------------- |
|           | تقرير | أبيشوف 41' · سوباشيتش 85' |

خزر لنكران فاز 3–2 بمجموع المباراتين.
| بورتاداون             | 1 – 2 | شكينديا  |
| --------------------- | ----- | -------- |
| ليكي 58' · ريدمان 80' | تقرير | كوكول 4' |

بورتاداون فاز 2–1 بمجموع المباراتين.
| زهيتيسو     | 1 – 1 | ليخ بوزنان    |
| ----------- | ----- | ------------- |
| موزيكوف 44' | تقرير | شلوسارسكي 13' |

ليخ بوزنان فاز 3–1 بمجموع المباراتين.
| أورداباسي | 0 – 0 | ياغودينا |
| --------- | ----- | -------- |
|           | تقرير |          |

أورداباسي فاز 1–0 بمجموع المباراتين.
| شيراك    | 1 – 1 | رودار بليفليا       |
| -------- | ----- | ------------------- |
| ديوب 14' | تقرير | مكويان 11' (بالخطأ) |

شيراك فاز 2–1 بمجموع المباراتين.
| ميتالورغي روستافي                                                              | 1 – 6 | تيوتا دوريس   |
| ------------------------------------------------------------------------------ | ----- | ------------- |
| تيكتورمانديزه 14'، 19' · تاتاناشفيلي 37'، 69' · غيتسادزه 59' · ميكابيريدزه 73' | تقرير | ديلياليسي 65' |

ميتالورغي روستافي فاز 9–1 بمجموع المباراتين.
| أكتوبه       | 0 – 1 | توربيدو كوتايسي |
| ------------ | ----- | --------------- |
| بيكماييف 75' | تقرير |                 |

أكتوبه فاز 2–1 بمجموع المباراتين.
| ميتالورغ سكوبيه | 0 – 0 | بيركيركارا |
| --------------- | ----- | ---------- |
|                 | تقرير |            |

2–2 بمجموع المباراتين. فاز ميتالورغ سكوبيه بأهداف خارج القواعد.
| غاندزاسار                        | 0 – 2 | إي بي ستريمور |
| -------------------------------- | ----- | ------------- |
| ه. أفاغيان 67' · دييغو لومبا 72' | تقرير |               |

3–3 بمجموع المباراتين. فاز غاندزاسار بأهداف خارج القواعد.
| تشيليك نيكشيتش      | 1 – 1 | بوراك بانيا لوكا |
| ------------------- | ----- | ---------------- |
| ميليتش 54' (بالخطأ) | تقرير | غراهوفاك 58'     |

3–3 بمجموع المباراتين. فاز تشيليك نيكشيتش بأهداف خارج القواعد.
| إنتر باكو                 | 0 – 2 | ترانز نارفا |
| ------------------------- | ----- | ----------- |
| جورجيفسكي 21' · حجييف 86' | تقرير |             |

إنتر باكو فاز 7–0 بمجموع المباراتين.
| شياولياي                               | 1 – 2 | ليفاديا تالين |
| -------------------------------------- | ----- | ------------- |
| ريمكيفيتشيوس 40' (ركل.) · كوزسلوفس 80' | تقرير | راتيل 76'     |

2–2 بمجموع المباراتين. فاز ليفاديا تالين بأهداف خارج القواعد.
| نادي داوغافا  | 3 – 2 | سودوفا ماريامبوله                          |
| ------------- | ----- | ------------------------------------------ |
| إيبي 52'، 54' | تقرير | شوبلينسكاس 8' · رافاييل ليديسما 45+2'، 84' |

3–3 بمجموع المباراتين. فاز سودوفا ميريامبولي بأهداف خارج القواعد.
| غوميل                                                | 0 – 4 | فيكينغور |
| ---------------------------------------------------- | ----- | -------- |
| دزيميدوفيتش 49'، 56' · كاشيفسكي 71' · تسيماشينكا 88' | تقرير |          |

غوميل فاز 10–0 بمجموع المباراتين.
| جونيس إيش | 3 – 0 | أوليمبيا ليوبليانا                           |
| --------- | ----- | -------------------------------------------- |
|           | تقرير | بيشيتش 25' · سريتينوفيتش 38' · أوملاديتش 66' |

أوليمبيا ليوبليانا فاز 6–0 بمجموع المباراتين.
| لييباياس ميتالورغس                                               | 0 – 4 | لا فيوريتا |
| ---------------------------------------------------------------- | ----- | ---------- |
| كاميشس 1' · أفاناسييفس 72' · سولونيتسينس 82' (ركل.) · عسكروف 85' | تقرير |            |

لييباياس ميتالورغس فاز 6–0 بمجموع المباراتين.
| ميبا                                                                | 0 – 5 | كيفن درويدز |
| ------------------------------------------------------------------- | ----- | ----------- |
| نونغوتامبا 25' · ساكسمان 37' · ويليامز 44' · أونيل 47' · أوبوكو 70' | تقرير |             |

ميبا فاز 5–0 بمجموع المباراتين.
| زيمبرو كيشيناو | 1 – 2 | بانغور سيتي |
| -------------- | ----- | ----------- |
| مولا 29'، 31'  | تقرير | سميث 44'    |

زيمبرو كيشيناو فاز 2–1 بمجموع المباراتين.
| روزنبورغ    | 0 – 1 | كروسيدرز |
| ----------- | ----- | -------- |
| أنكرسين 81' | تقرير |          |

روزنبورغ فاز 4–0 بمجموع المباراتين.
| كالمار                                                          | 0 – 4 | كليفتونفيل |
| --------------------------------------------------------------- | ----- | ---------- |
| إسرايلسون 10' · جورجيفيتش 16' · داودا 38' · بيريشا 90+1' (ركل.) | تقرير |            |

كالمار فاز 4–1 بمجموع المباراتين.
| ستابيك                                      | 2 – 3 | جي جي كي                       |
| ------------------------------------------- | ----- | ------------------------------ |
| كلايفن 37' · ستوكيليين 45+2' · هاوغسدال 64' | تقرير | فان غيلديرين 45' · إينانين 51' |

جي جي كي فاز 4–3 بمجموع المباراتين.
| سينيتسا                    | 1 – 2 | بودابست          |
| -------------------------- | ----- | ---------------- |
| باكبرن 72' · كالابيشكا 87' | تقرير | كانتا 51' (ركل.) |

سينيتسا فاز 3–2 بمجموع المباراتين.
| رونافيك | 3 – 0 | ديفردانج 03                    |
| ------- | ----- | ------------------------------ |
|         | تقرير | الرفيق 14'، 45' · ألبانيسي 73' |

ديفيردانج 03 فاز 6–0 بمجموع المباراتين.
| هيبرنيانز                        | 4 – 4 | ساراييفو                                         |
| -------------------------------- | ----- | ------------------------------------------------ |
| دياز 22'، 35' · فاروغيا 40'، 44' | تقرير | هادجيتش 13'، 27' · سولييتش 23' · شونييفاريتش 90' |

ساراييفو فاز 9–6 بمجموع المباراتين.
| سانتا كولوما | 3 – 0 | تفينتي                                     |
| ------------ | ----- | ------------------------------------------ |
|              | تقرير | يانسن 19' (ركل.) · فيسغرهوف 29' · بليت 34' |

تفينتي فاز 9–0 بمجموع المباراتين.
| سانت إيلي تاون     | 1 – 1 | كوبس        |
| ------------------ | ----- | ----------- |
| ل. بوين 50' (ركل.) | تقرير | بانانين 59' |

كوبس فاز 3–2 بمجموع المباراتين.
| إيشين/ماورين | 1 – 0 | إف إتش       |
| ------------ | ----- | ------------ |
|              | تقرير | غوذناسون 12' |

إف إتش فاز 3–1 بمجموع المباراتين.
| مورا 05                     | 0 – 2 | باكو |
| --------------------------- | ----- | ---- |
| إيتيروفيتش 26' · فاييتش 83' | تقرير |      |

مورا 05 فاز 2–0 بمجموع المباراتين.
| أوسييك                                      | 1 – 3 | سانتا كولوما |
| ------------------------------------------- | ----- | ------------ |
| كفرجيتش 28' · بيروشيفيتش 56' · يوغوفيتش 70' | تقرير | بوسنين 81'   |

أوسييك فاز 4–1 بمجموع المباراتين.
| تسيليي | 1 – 0 | داسيا كيشيناو        |
| ------ | ----- | -------------------- |
|        | تقرير | ميخائيلوف 32' (ركل.) |

داتشيا كيشيناو فاز 2–0 بمجموع المباراتين.
| زيتا           | 2 – 1 | بيونيك                     |
| -------------- | ----- | -------------------------- |
| رادولوفيتش 16' | تقرير | تاتويان 19' · بوغوشيان 88' |

زيتا فاز 4–2 بمجموع المباراتين.
| ليبرتاس | 4 – 0 | رينوفا                                               |
| ------- | ----- | ---------------------------------------------------- |
|         | تقرير | نوهي 16' · يانتشيفسكي 61'، 64' (ركل.) · إسماعيلي 87' |

رينوفا فاز 8–0 بمجموع المباراتين.
| ثور أكوريري                                                     | 1 – 5 | بوهيميانز |
| --------------------------------------------------------------- | ----- | --------- |
| كريستيانسون 36'، 73'، 90+3' · هيالتالين 39' · فيلي 50' (بالخطأ) | تقرير | سكولي 23' |

ثور أكوريري فاز 5–1 بمجموع المباراتين.
| هونفيد                   | 0 – 2 | فلامورتاري فلوره |
| ------------------------ | ----- | ---------------- |
| فيرنيس 45+1' · تشامي 57' | تقرير |                  |

هونفيد فاز 3–0 بمجموع المباراتين.
| إي بي في                 | 1 – 2 (ب.و.إ.) | سانت باتريكس أثليتيك |
| ------------------------ | -------------- | -------------------- |
| غارنر 83' · بيرغيسون 98' | تقرير          | أوفلين 99'           |

2–2 بمجموع المباراتين. فاز سانت باتريكس أثليتيك بأهداف خارج القواعد.
ملاحظات
ملاحظة 12: غريفينماشر لعب مباراته على أرضه في ملعب جوس نوسباوم، دوديلانغ بما أن ملعبه ملعب أوب فلور لا يلبي معايير اليويفا.
ملاحظة 13: نوم كاليو لعب مباراته على أرضه في ملعب كادريورو، تالين بما أن ملعبه ملعب هيو لا يلبي معايير اليويفا.
ملاحظة 14: أورداباسي لعب مباراته على أرضه في الملعب المركزي، ألماتي بما أن ملعبه ملعب كازهيموكان مونايتباسوف لا يلبي معايير اليويفا.
ملاحظة 15: ميتالورغي روستافي لعب مباراته على أرضه في ملعب ميخائيل ميسخي، تبليسي بما أن ملعبه ملعب بولادي لا يلبي معايير اليويفا.
ملاحظة 16: ميتالورغ سكوبيه لعب مباراته على أرضه في ميلانو أرينا، كومانوفو بما أن ملعبه ملعب جيليزارنيستا لا يلبي معايير اليويفا.
ملاحظة 17: غاندزاسار لعب مباراته على أرضه في ملعب هانرابيتاكان، يريفان بما أن ملعبه ملعب غاندزاسار لا يلبي معايير اليويفا.
ملاحظة 18: تشيليك نيكشيتش لعب مباراته على أرضه في ملعب غرادسكي، نيكشيتش بما أن ملعبه ملعب جيلييزاري لا يلبي معايير اليويفا.
ملاحظة 19: إنتر باكو لعب مباراته على أرضه في دالغا أرينا، باكو بما أن ملعبه ملعب شافا لا يلبي معايير اليويفا.
ملاحظة 20: ميبا لعب مباراته على أرضه في ملعب لاهدين، باكو بما أن ملعبه ملعب سافينييمي لا يلبي معايير اليويفا.
ملاحظة 21: رونافيك لعب مباراته على أرضه في غوندادالور، تورسهافن بما أن ملعبه ملعب رونافيك لا يلبي معايير اليويفا.
ملاحظة 22: مورا 05 لعب مباراته على أرضه في سبورتني بارك، ليندافا بما أن ملعبه ملعب مدينة فازانيريا لا يلبي معايير اليويفا.
ملاحظة 23: زيتا لعب مباراته على أرضه في ملعب بود غوريكوم، بودغوريتسا بما أن ملعبه ملعب تريشنيتسا لا يلبي معايير اليويفا.

## الدور التأهيلي الثاني

### المواجهة الأولى
| خزر لنكران  | 1 – 1 | ليخ بوزنان  |
| ----------- | ----- | ----------- |
| سوباشيتش 5' | تقرير | موزدزين 19' |

| نافتان نوفوبولوتسك                       | 4 – 3 | النجم الأحمر بلغراد                     |
| ---------------------------------------- | ----- | --------------------------------------- |
| هافروشكا 48' (ركل.)، 67' · زهوكوفسكي 76' | تقرير | كاساليتسا 9'، 69' · ميلونوفيتش 18'، 34' |

| ميلسامي أورهي                             | 2 – 4 | أكتوبه                  |
| ----------------------------------------- | ----- | ----------------------- |
| بوغيو 16'، 51' · ويلينغتون 33' · غيتي 87' | تقرير | كابادزه 8' · سماكوف 56' |

| أنجي محج قلعة | 0 – 1 | هونفيد |
| ------------- | ----- | ------ |
| جوسيلي 22'    | تقرير |        |

| لييباياس ميتالورغس             | 2 – 2 | ليغيا وارسو                  |
| ------------------------------ | ----- | ---------------------------- |
| ليليوغا 43' · كلافا 81' (ركل.) | تقرير | كوخارتشيك 20' · كوسيتسكي 47' |

| رينوفا | 2 – 0 | غوميل                       |
| ------ | ----- | --------------------------- |
|        | تقرير | دزيميدوفيتش 20' · نوفاك 39' |

| لوكوموتيف بلوفديف                            | 4 – 4 | فيتيس                                    |
| -------------------------------------------- | ----- | ---------------------------------------- |
| تودوروف 24' · لازاروف 49'، 64' · تاسيو 90+2' | تقرير | رايس 23' · فان غينكل 31'، 77' · بوني 53' |

| ليفاديا تالين | 3 – 1 | أنورثوسيس                                          |
| ------------- | ----- | -------------------------------------------------- |
| موروزوف 82'   | تقرير | سباداسيو 45' (ركل.) · لابوردي 55' · توني كالفو 62' |

| ميتالورغي روستافي | 3 – 1 | فيكتوريا بلزن               |
| ----------------- | ----- | --------------------------- |
| تاتاناشفيلي 29'   | تقرير | هورفاث 14'، 59' · كولار 32' |

| إنتر باكو | 1 – 1 | أستيراس تريبولي |
| --------- | ----- | --------------- |
| شوتز 46'  | تقرير | أوسيرو 54'      |

| جي جي كي                         | 2 – 3 | زيتا                         |
| -------------------------------- | ----- | ---------------------------- |
| غروبوروفيتش 27' (ركل.)، 43'، 47' | تقرير | دوشلياك 17' · رادولوفيتش 38' |

| أوليمبيا ليوبليانا | 0 – 0 | ترومسو |
| ------------------ | ----- | ------ |
|                    | تقرير |        |

| ديفردانج 03 | 1 – 0 | غينت     |
| ----------- | ----- | -------- |
|             | تقرير | أرزو 27' |

| شاختسيور ساليهورسك | 1 – 1 | رييد               |
| ------------------ | ----- | ------------------ |
| أسيبينكا 44'       | تقرير | هادجيتش 71' (ركل.) |

| إسكيشهرسبور          | 0 – 2 | سانت جونستون |
| -------------------- | ----- | ------------ |
| بوتوك 41' · ساري 64' | تقرير |              |

| أيك          | 1 – 1 | إف إتش       |
| ------------ | ----- | ------------ |
| لوندبيرغ 56' | تقرير | غوذناسون 40' |

| تيرانا    | 1 – 1 | أوليسوند   |
| --------- | ----- | ---------- |
| تشوتا 38' | تقرير | ستوارت 57' |

| ميتالورغ دونيتسك                                                            | 0 – 7 | تشيليك نيكشيتش |
| --------------------------------------------------------------------------- | ----- | -------------- |
| ماكريديس 17'، 49' · غازاريان 36'، 61'، 86' · دانيلو 51' · جونيور مورايس 78' | تقرير |                |

| ملادا بوليسلاف             | 0 – 3 | ثور أكوريري |
| -------------------------- | ----- | ----------- |
| ماغيرا 33'، 43' · تشوك 80' | تقرير |             |

| سلافين بيلوبو                                          | 0 – 6 | بورتاداون |
| ------------------------------------------------------ | ----- | --------- |
| برين 1' (بالخطأ) · بوشيتش 13'، 33' · راك 56'، 71'، 80' | تقرير |           |

| ليفسكي صوفيا | 0 – 1 | ساراييفو |
| ------------ | ----- | -------- |
| رايكوف 72'   | تقرير |          |

| بني يهودا                 | 0 – 2 | شيراك |
| ------------------------- | ----- | ----- |
| ندلوفو 82' · غالفان 90+4' | تقرير |       |

| روزنبورغ                 | 2 – 2 | أورداباسي                  |
| ------------------------ | ----- | -------------------------- |
| دوتشال 33'، 45+2' (ركل.) | تقرير | باخوليوك 75' · منصور 90+3' |

| سبارتاك ترنافا                   | 1 – 3 | سليغو روفرز |
| -------------------------------- | ----- | ----------- |
| كارهان 38' · ميكوفيتش 45'، 45+1' | تقرير | بيرس 68'    |

| أبويل                     | 0 – 2 | سينيتسا |
| ------------------------- | ----- | ------- |
| أيلتون 33' · ألكسندرو 40' | تقرير |         |

| روخ خورزوف                       | 1 – 3 | ميتالورغ سكوبيه |
| -------------------------------- | ----- | --------------- |
| بييخ 74'، 83' · ستافارتشيك 90+1' | تقرير | ميميدي 69'      |

| آرهوس      | 2 – 1 | ديلا غوري                     |
| ---------- | ----- | ----------------------------- |
| فيدكيار 3' | تقرير | فاتسادزه 34' · ألاداشفيلي 84' |

| داسيا كيشيناو | 0 – 1 | إلفسبورغ |
| ------------- | ----- | -------- |
| ميخائيلوف 32' | تقرير |          |

| يونغ بويز | 0 – 1 | زيمبرو كيشيناو |
| --------- | ----- | -------------- |
| فراي 53'  | تقرير |                |

| زالغيريس فيلنيوس | 1 – 1 | أدميرا فاكر مودلينغ |
| ---------------- | ----- | ------------------- |
| رادافيتشيوس 72'  | تقرير | هوسينر 12'          |

| رابيد بوخارست                             | 1 – 3 | ميبا        |
| ----------------------------------------- | ----- | ----------- |
| فيليب تيكسيرا 8' · غريغور 40' · بانكو 45' | تقرير | ويليامز 26' |

| سيرفيت                    | 0 – 2 | غاندزاسار |
| ------------------------- | ----- | --------- |
| كارانوفيتش 48' · غيسي 79' | تقرير |           |

| تفينتي     | 1 – 1 | إنتر توركو |
| ---------- | ----- | ---------- |
| تاديتش 66' | تقرير | بومان 38'  |

| مكابي نتانيا | 2 – 1 | كوبس             |
| ------------ | ----- | ---------------- |
| شيفهون 75'   | تقرير | بانانين 36'، 45' |

| أوسييك         | 3 – 1 | كالمار                            |
| -------------- | ----- | --------------------------------- |
| ميليتشيفيتش 5' | تقرير | مينديس 34' · داودا 66' · غوتو 68' |

| مورا 05 | 0 – 0 | سسكا صوفيا |
| ------- | ----- | ---------- |
|         | تقرير |            |

| سلوفان براتيسلافا | 1 – 1 | فيديوتون           |
| ----------------- | ----- | ------------------ |
| شيبو 26'          | تقرير | فيليب أوليفيرا 30' |

| هايدوك سبليت                 | 0 – 2 | سكونتو |
| ---------------------------- | ----- | ------ |
| فوكوشيتش 34' · تريبوتيتش 58' | تقرير |        |

| فويفودينا | 1 – 1 | سودوفا ماريامبوله |
| --------- | ----- | ----------------- |
| عمر 90+3' | تقرير | بينيوشيس 56'      |

| شيروكي برييغ | 1 – 1 | سانت باتريكس أثليتيك |
| ------------ | ----- | -------------------- |
| واغنر 90+3'  | تقرير | فاغان 12'            |

ملاحظات
ملاحظة 25: نافتان نوفوبولوتسك لعب مباراته على أرضه في مجمع الرياضة المركزي، فيتيبسك بما أن ملعبه ملعب أتلانت لا يلبي معايير اليويفا.
ملاحظة 26: أنجي محج قلعة لعب مباراته على أرضه في ملعب ساتورن، رامينسكوي بدلا من ملعبه ملعب دينامو بسبب المشاكل الأمنية في مدينة محج قلعة وجمهورية داغستان المتمتعة بالحكم الذاتي.
ملاحظة 27: رينوفا لعب مباراته على أرضه في ميلانو أرينا، كومانوفو بما أن ملعبه ملعب غرادسكي تيتوفو لا يلبي معايير اليويفا.
ملاحظة 28: لوكوموتيف بلوفديف لعب مباراته على أرضه في ملعب لوفيتش، ملعب لوفيتش بما أن ملعبه ملعب لوكوموتيف لا يلبي معايير اليويفا.
ملاحظة 29: ميتالورغي روستافي لعب مباراته على أرضه في ملعب ميخائيل ميسخي، تبليسي بما أن ملعبه ملعب بولادي لا يلبي معايير اليويفا.
ملاحظة 30: إنتر باكو لعب مباراته على أرضه في دالغا أرينا، باكو بما أن ملعبه ملعب شافا لا يلبي معايير اليويفا.
ملاحظة 31: ديفردانج 03 لعب مباراته على أرضه في ملعب دو لا فرونتير، إش سور ألزت بما أن ملعبه ملعب تيلينبرغ لا يلبي معايير اليويفا.
ملاحظة 32: تيرانا لعب مباراته على أرضه في ملعب كمال صتافا، تيرانا بما أن ملعبه ملعب سلمان ستيرماسي لا يلبي معايير اليويفا.
ملاحظة 33: بني يهودا لعب مباراته على أرضه في ملعب رمات غان، رمات غان بما أن لديه سعة أكبر من ملعب بلومفيلد.
ملاحظة 34: سعة ملعب روخو كانت محدودة إلى 4,000 بسبب أعمال التجديد.
ملاحظة 35: مكابي نتانيا لعب مباراته على أرضه في ملعب هاموشافا، بتاح تكفا بما أن ملعبه ملعب سار-توف لا يلبي معايير اليويفا.
ملاحظة 36: مورا 05 لعب مباراته على أرضه في سبورتني بارك، ليندافا بما أن ملعبه ملعب مدينة فازانيريا لا يلبي معايير اليويفا.

### المواجهة الثانية
| شيراك | 1 – 0 | بني يهودا  |
| ----- | ----- | ---------- |
|       | تقرير | ميناشي 31' |

| أورداباسي | 2 – 1 | روزنبورغ                          |
| --------- | ----- | --------------------------------- |
| منصور 32' | تقرير | فريدهايم هولم 67' · دوتشكال 90+4' |

| ديلا غوري                          | 1 – 3 | آرهوس              |
| ---------------------------------- | ----- | ------------------ |
| فاتسادزه 62'، 83' · شاشياشفيلي 74' | تقرير | سكندر 34' (بالخطأ) |

| غاندزاسار        | 3 – 1 | سيرفيت                         |
| ---------------- | ----- | ------------------------------ |
| ه. أفاغيان 90+1' | تقرير | دي أزيفيدو 47' · بونت 64'، 68' |

| ميتالورغ سكوبيه | 3 – 0 | روخ خورزوف                         |
| --------------- | ----- | ---------------------------------- |
|                 | تقرير | يانوشكا 9' · ستراكا 15' · بييخ 63' |

| تشيليك نيكشيتش | 4 – 2 | ميتالورغ دونيتسك |
| -------------- | ----- | ---------------- |
|                | تقرير |                  |

| كوبس | 1 – 0 | مكابي نتانيا |
| ---- | ----- | ------------ |
|      | تقرير |              |

| غوميل | 1 – 0 | رينوفا |
| ----- | ----- | ------ |
|       | تقرير |        |

| أكتوبه | 0 – 3 | ميلسامي أورهي |
| ------ | ----- | ------------- |
|        | تقرير |               |

| إنتر توركو | 5 – 0 | تفينتي |
| ---------- | ----- | ------ |
|            | تقرير |        |

| إلفسبورغ | 0 – 2 | داسيا كيشيناو |
| -------- | ----- | ------------- |
|          | تقرير |               |

| سودوفا ماريامبوله | 4 – 0 | فويفودينا |
| ----------------- | ----- | --------- |
|                   | تقرير |           |

| ميبا | 2 – 0 | رابيد بوخارست |
| ---- | ----- | ------------- |
|      | تقرير |               |

| هونفيد بودابست | 4 – 0 | أنجي محج قلعة |
| -------------- | ----- | ------------- |
|                | تقرير |               |

| أوليسوند | 0 – 5 | تيرانا |
| -------- | ----- | ------ |
|          | تقرير |        |

| أنورثوسيس | 0 – 3 | ليفاديا تالين |
| --------- | ----- | ------------- |
|           | تقربر |               |

| كالمار | 0 – 3 | أوسييك |
| ------ | ----- | ------ |
|        | تقرير |        |

| سسكا صوفيا | 1 – 1 | مورا 05 |
| ---------- | ----- | ------- |
|            | تقرير |         |

| أستيراس تريبولي | 1 – 1 (ب.و.إ.) | إنتر باكو |
| --------------- | -------------- | --------- |
|                 | تقرير          |           |

| رييد | 0 – 0 | شاختسيور ساليهورسك |
| ---- | ----- | ------------------ |
|      | تقرير |                    |

| ترومسو | 0 – 1 (ب.و.إ.) | أوليمبيا ليوبليانا |
| ------ | -------------- | ------------------ |
|        | تقرير          |                    |

| زيمبرو كيشيناو | 0 – 1 (ب.و.إ.) | يونغ بويز |
| -------------- | -------------- | --------- |
|                | تقرير          |           |

| غينت | 2 – 3 | ديفردانج 03 |
| ---- | ----- | ----------- |
|      | تقرير |             |

| سينيتسا | 1 – 0 | أبويل |
| ------- | ----- | ----- |
|         | تقرير |       |

| ليخ بوزنان | 0 – 1 | خزر لنكران |
| ---------- | ----- | ---------- |
|            | تقرير |            |

| زيتا | 0 – 1 | جي جي كي |
| ---- | ----- | -------- |
|      | تقرير |          |

| فيتيس | 1 – 3 | لوكوموتيف بلوفديف |
| ----- | ----- | ----------------- |
|       | تقرير |                   |

| فيكتوريا بلزن | 0 – 2 | ميتالورغي روستافي |
| ------------- | ----- | ----------------- |
|               | تقرير |                   |

| سليغو روفرز | 1 – 1 | سبارتاك ترنافا |
| ----------- | ----- | -------------- |
|             | نقرير |                |

| سكونتو | 0 – 1 | هايدوك سبليت |
| ------ | ----- | ------------ |
|        | تقرير |              |

| النجم الأحمر بلغراد | 3 – 3 | نافتان نوفوبولوتسك |
| ------------------- | ----- | ------------------ |
|                     | تقرير |                    |

| فيديوتون | 0 – 0 | سلوفان براتيسلافا |
| -------- | ----- | ----------------- |
|          | تقرير |                   |

| ليغيا وارسو | 1 – 5 | لييباياس ميتالورغس |
| ----------- | ----- | ------------------ |
|             | تقرير |                    |

| سانت جونستون | 1 – 1 | إسكيشهرسبور |
| ------------ | ----- | ----------- |
|              | تقرير |             |

| بورتاداون | 4 – 2 | سلافين بيلوبو |
| --------- | ----- | ------------- |
|           | تقرير |               |

| سانت باتريكس أثليتيك | 1 – 2 (ب.و.إ.) | شيروكي برييغ |
| -------------------- | -------------- | ------------ |
|                      | تقرير          |              |

| ساراييفو                         | 1 – 3 | ليفسكي صوفيا           |
| -------------------------------- | ----- | ---------------------- |
| حسينوفيتش 12'، 62' · سولييتش 14' | تقرير | دي كارفالهو 34' (ركل.) |

| أدميرا فاكر مودلينغ                                         | 1 – 5 | زالغيريس فيلنيوس |
| ----------------------------------------------------------- | ----- | ---------------- |
| شفاب 4' · ييزيك 14' (ركل.)، 52' · ويدراوغو 31' · هوسينر 70' | تقرير | كوكليس 22'       |

| إف إتش | 1 – 0 | أيك            |
| ------ | ----- | -------------- |
|        | تقرير | لورينتزسون 40' |

| ثور أكوريري | 1 – 0 | نادي مالادا بوليسلاف |
| ----------- | ----- | -------------------- |
|             | تقرير | ماغيرا 31'           |

ملاحظات
ملاحظة 37: أورداباسي لعب مباراته على أرضه في الملعب المركزي، ألماتي بما أن ملعبه ملعب كازهيموكان مونايتباسوف لا يلبي معايير اليويفا.
ملاحظة 38: ديلا غوري لعب مباراته على أرضه في ملعب ميخائيل ميسخي، تبليسي بما أن ملعبه ملعب تنغيز بوريانادزه لا يلبي معايير اليويفا.
ملاحظة 39: غاندزاسار لعب مباراته على أرضه في ملعب هانرابيتاكان، يريفان بما أن ملعبه ملعب غاندزاسار لا يلبي معايير اليويفا.
ملاحظة 40: ميتالورغ سكوبيه لعب مباراته على أرضه في ميلانو أرينا، كومانوفو بما أن ملعبه ملعب جيليزارنيستا لا يلبي معايير اليويفا.
ملاحظة 41: تشيليك نيكشيتش لعب مباراته على أرضه في ملعب غرادسكي، نيكشيتش بما أن ملعبه ملعب جيلييزاري لا يلبي معايير اليويفا.
ملاحظة 42: سسكا صوفيا لعب مباراته على أرضه في ملعب فاسيل ليفسكي الوطني، صوفيا بما أن ملعبه الجيش البلغاري لا يلبي معايير اليويفا.
ملاحظة 43: زيتا لعب مباراته على أرضه في ملعب بود غوريكوم، بودغوريتسا بما أن ملعبه ملعب تريشنيتسا لا يلبي معايير اليويفا.

## الدور التأهيلي الثالث

### التصنيف
| المجموعة 1                                                           | المجموعة 1                                                                 | المجموعة 2                                                       | المجموعة 2                                                    | المجموعة 3                                                             | المجموعة 3                                                                 |
| مصنف                                                                 | غير مصنف                                                                   | مصنف                                                             | غير مصنف                                                      | مصنف                                                                   | غير مصنف                                                                   |
| -------------------------------------------------------------------- | -------------------------------------------------------------------------- | ---------------------------------------------------------------- | ------------------------------------------------------------- | ---------------------------------------------------------------------- | -------------------------------------------------------------------------- |
| مرسيليا سبارتا براغ ليخ بوزنان† غينت† ساراييفو† النجم الأحمر بلغراد† | أومونيا فيديوتون† إسكيشهرسبور† أيك† أدميرا فاكر مودلينغ† زيتا†             | ليفربول ستيوا بوخارست يونغ بويز† بورصاسبور دينامو موسكو مورا 05† | أرسنال كييف كالمار† دندي يونايتد كوبس† سبارتاك ترنافا† غوميل† | أتلتيك بيلباو هانوفر 96 روزنبورغ† ماريتيمو ليغيا وارسو† أنجي محج قلعة† | فيتيس† أستيراس تريبولي† رييد† سيرفيت† سانت باتريكس أثليتيك† سلافين بيلوبو† |
| المجموعة 4                                                           | المجموعة 4                                                                 | المجموعة 5                                                       | المجموعة 5                                                    |                                                                        |                                                                            |
| مصنف                                                                 | غير مصنف                                                                   | مصنف                                                             | غير مصنف                                                      |                                                                        |                                                                            |
| إنتر ميلان أبويل† هيرينفين فيكتوريا بلزن† رابيد فيينا إلفسبورغ†      | رابيد بوخارست† هايدوك سبليت† هورسينس أوليسوند† روخ خورزوف† نادي فويفودينا† | تفينتي† باوك أنورثوسيس فاماغوستا† جينك ميتالورغ دونيتسك†         | ملادا بوليسلاف† بني يهودا† ديلا غوري† أكتوبه† ترومسو†         |                                                                        |                                                                            |

† لم تعرف هوية الفائزين في الجولة السابقة عند وقت القرعة (الفرق الظاهرة بالمائل فازت على فريق لديه معامل أفضل في الدور السابق، وبالتالي يتخذ بفعالية معامل خصمه في قرعة هذا الدور)

### المواجهة الأولى
| أنجي محج قلعة          | 0 – 2 | فيتيس |
| ---------------------- | ----- | ----- |
| شاتوف 63' · سمولوف 74' | تقرير |       |

| كوبس | 0 – 1 | بورصاسبور |
| ---- | ----- | --------- |
|      | تقرير |           |

| أرسنال كييف | 0 – 3 | مورا 05 |
| ----------- | ----- | ------- |
|             | تقرير |         |

| ديلا غوري | 1 – 0 | أنورثوسيس |
| --------- | ----- | --------- |
|           | تقرير |           |

| أيك | 0 – 3 | ليخ بوزنان |
| --- | ----- | ---------- |
|     | تقرير |            |

| كالمار | 0 – 1 | يونغ بويز |
| ------ | ----- | --------- |
|        | تقرير |           |

| رييد | 1 – 2 | ليغيا وارسو |
| ---- | ----- | ----------- |
|      | تقرير |             |

| روخ خورزوف | 2 – 0 | فيكتوريا بلزن |
| ---------- | ----- | ------------- |
|            | تقرير |               |

| أبويل | 1 – 2 | أوليسوند |
| ----- | ----- | -------- |
|       | تقرير |          |

| ترومسو إيدريتسلاغ | 1–1   | نادي ميتالورغ دونيتسك |
| ----------------- | ----- | --------------------- |
| Ondrášek 43'      | تقرير | Björck 88' (في مرماه) |

| نادي بني يهودا تل أبيب | 0–2   | نادي باوك                                         |
| ---------------------- | ----- | ------------------------------------------------- |
|                        | تقرير | جيورجيوس جيورجيادس 62' · ستيفانوس أثاناسياديس 72' |

| نادي هيرنفين                                          | 4–0   | رابيد بوخارست |
| ----------------------------------------------------- | ----- | ------------- |
| فيليب جوريتشيتش 9' · مارتن دي رون 69' · سمير فضلي 89' | تقرير |               |

| نادي ستيوا بوخارست | 0–1   | سبارتاك ترنافا |
| ------------------ | ----- | -------------- |
|                    | تقرير | Mikovič 6'     |

| نادي سيرفيت      | 1–1   | نادي روزنبورغ     |
| ---------------- | ----- | ----------------- |
| جيروم شنايدر 68' | تقرير | بوريك دوتشكال 81' |

| تفينتي أنشخيدة             | 2–0   | نادي ملادا بوليسلاف |
| -------------------------- | ----- | ------------------- |
| Fer 52' · ناصر الشاذلي 58' | تقرير |                     |

| نادي غوميل | 0–1   | نادي ليفربول        |
| ---------- | ----- | ------------------- |
|            | تقرير | ستيوارت داونينغ 67' |

| نادي أستيراس تريبوليس | 1–1   | نادي ماريتيمو                |
| --------------------- | ----- | ---------------------------- |
| Rayo 48'              | تقرير | فيليب فيديليس دوس سانتوس 71' |

| نادي جينك                                   | 2–1   | نادي آكتوبه |
| ------------------------------------------- | ----- | ----------- |
| جيلي فوسين 18' (ركلة.) · Joseph-Monrose 44' | تقرير | Badlo 25'   |

| نادي هورسينس | ضد    | نادي إلفسبورغ |
| ------------ | ----- | ------------- |
|              | تقرير |               |

| نادي فيديوتون | ضد    | نادي غينت |
| ------------- | ----- | --------- |
|               | تقرير |           |

| النجم الأحمر بلغراد | ضد    | نادي أومونيا |
| ------------------- | ----- | ------------ |
|                     | تقرير |              |

| إسكيشهرسبور | ضد    | أولمبيك مارسيليا |
| ----------- | ----- | ---------------- |
|             | تقرير |                  |

| دندي يونايتد | ضد    | دينامو موسكو |
| ------------ | ----- | ------------ |
|              | تقرير |              |

| باتريك أتلتيك | ضد    | هانوفر 96 |
| ------------- | ----- | --------- |
|               | تقرير |           |

| هايدوك سبليت | ضد    | إنتر ميلان |
| ------------ | ----- | ---------- |
|              | تقرير |            |

| نادي ساراييفو | ضد    | نادي زيتا غلوبوفاك |
| ------------- | ----- | ------------------ |
|               | تقرير |                    |

| أتلتيك بيلباو | ضد    | نادي سلافن بيلوبو |
| ------------- | ----- | ----------------- |
|               | تقرير |                   |

| نادي فويفودينا | ضد    | رابيد فيينا |
| -------------- | ----- | ----------- |
|                | تقرير |             |

| أدميرا فاكر مودلينغ | ضد    | سبارتا براغ |
| ------------------- | ----- | ----------- |
|                     | تقرير |             |

### المواجهة الثانية
|  | ضد |  |
|  | -- |  |
|  |    |  |

|  | ضد |  |
|  | -- |  |
|  |    |  |

|  | ضد |  |
|  | -- |  |
|  |    |  |

|  | ضد |  |
|  | -- |  |
|  |    |  |

|  | ضد |  |
|  | -- |  |
|  |    |  |

|  | ضد |  |
|  | -- |  |
|  |    |  |

|  | ضد |  |
|  | -- |  |
|  |    |  |

|  | ضد |  |
|  | -- |  |
|  |    |  |

|  | ضد |  |
|  | -- |  |
|  |    |  |

|  | ضد |  |
|  | -- |  |
|  |    |  |

|  | ضد |  |
|  | -- |  |
|  |    |  |

|  | ضد |  |
|  | -- |  |
|  |    |  |

|  | ضد |  |
|  | -- |  |
|  |    |  |

|  | ضد |  |
|  | -- |  |
|  |    |  |

|  | ضد |  |
|  | -- |  |
|  |    |  |

|  | ضد |  |
|  | -- |  |
|  |    |  |

|  | ضد |  |
|  | -- |  |
|  |    |  |

|  | ضد |  |
|  | -- |  |
|  |    |  |

|  | ضد |  |
|  | -- |  |
|  |    |  |

|  | ضد |  |
|  | -- |  |
|  |    |  |

|  | ضد |  |
|  | -- |  |
|  |    |  |

|  | ضد |  |
|  | -- |  |
|  |    |  |

|  | ضد |  |
|  | -- |  |
|  |    |  |

|  | ضد |  |
|  | -- |  |
|  |    |  |

|  | ضد |  |
|  | -- |  |
|  |    |  |

|  | ضد |  |
|  | -- |  |
|  |    |  |

|  | ضد |  |
|  | -- |  |
|  |    |  |

|  | ضد |  |
|  | -- |  |
|  |    |  |

|  | ضد |  |
|  | -- |  |
|  |    |  |

## الدور الفاصل

### التصنيف
| المجموعة 1                                               | المجموعة 1                                                 | المجموعة 2                                          | المجموعة 2                                         | المجموعة 3                                                     | المجموعة 3                                                      |
| مصنف                                                     | غير مصنف                                                   | مصنف                                                | غير مصنف                                           | مصنف                                                           | غير مصنف                                                        |
| -------------------------------------------------------- | ---------------------------------------------------------- | --------------------------------------------------- | -------------------------------------------------- | -------------------------------------------------------------- | --------------------------------------------------------------- |
| ألكمار إنتر ميلان أبويل پارتيزان نيوكاسل يونايتد         | فاسلوي أتروميتوس أنجي محج قلعة ترومسو نيفتشي باكو          | ليفربول كلوب بروج أتلتيك بيلباو هيرينفين ديلا غوري† | ديبريتسين ماريتيمو هارت أوف ميدلوثيان مولده هلسنكي | مرسيليا ميتاليست خاركيف طرابزونسبور هانوفر 96 يونغ بويز        | دينامو بوخارست ميدتييلاند شريف تيراسبول شلوسك فروتسلاو فيديوتون |
| المجموعة 4                                               | المجموعة 4                                                 | المجموعة 5                                          | المجموعة 5                                         | المجموعة 6                                                     | المجموعة 6                                                      |
| مصنف                                                     | غير مصنف                                                   | مصنف                                                | غير مصنف                                           | مصنف                                                           | غير مصنف                                                        |
| سبورتينغ لشبونة بوردو هابويل تل أبيب ليفانتي سبارتا براغ | النجم الأحمر بلغراد فيينورد هورسينس ماذرويل إف.91 دوديلانغ | فيكتوريا بلزن تفينتي لاتسيو روزنبورغ سسكا موسكو     | بورصاسبور أي لوكيرين ليغيا وارسو مورا 05           | شتوتغارت آيندهوفن ستيوا بوخارست باوك دنيبرو دنيبروبتروفسك جينك | زيتا دينامو موسكو سلوفان ليبيريتس لوزيرن إكراناس رابيد فيينا    |

† لم تعرف هوية الفائزين في الجولة السابقة عند وقت القرعة بسبب إلغاء المواجهة الثانية بين ديلا غوري وأنورثوسيس (وقد أعلن ديلا غوري فائز لاحقاً، وبالتالي يتخذ بفعالية معامل أنورثوسيس الذي كان لديه معامل أعلى، في قرعة هذا الدور)

### المباريات
| الفريق الأول        | إجم. | الفريق الثاني        | مباراة الذهاب | مباراة الإياب |
| ------------------- | ---- | -------------------- | ------------- | ------------- |
| أنجي محج قلعة       | 1    | ألكمار               | 1–0           | 30 أغسطس      |
| نيفتشي باكو         | 552  | أبويل                | 1–1           | 30 أغسطس      |
| أتروميتوس           | 3    | نيوكاسل يونايتد      | 1–1           | 30 أغسطس      |
| ترومسو              | 4    | بارتيزان             | 3–2           | 30 أغسطس      |
| فاسلوي              | 5    | إنتر ميلان           | 0–2           | 30 أغسطس      |
| هارت أوف ميدلوثيان  | 6    | ليفربول              | 0–1           | 30 أغسطس      |
| أتلتيك بيلباو       | 7    | هلسنكي               | 6–0           | 30 أغسطس      |
| ماريتيمو            | 8    | ديلا غوري            | 1–0           | 30 أغسطس      |
| مولده               | 9    | هيرينفين             | 2–0           | 30 أغسطس      |
| ديبريتسين           | 10   | كلوب بروج            | 0–3           | 30 أغسطس      |
| شريف تيراسبول       | 11   | مارسيليا             | 1–2           | 30 أغسطس      |
| طرابزونسبور         | 12   | فيديوتون             | 0–0           | 30 أغسطس      |
| ميدتييلاند          | 13   | يونغ بويز            | 0–3           | 30 أغسطس      |
| شلوسك فروتسلاو      | 14   | هانوفر 96            | 3–5           | 30 أغسطس      |
| دينامو بوخارست      | 15   | ميتاليست خاركيف      | 0–2           | 30 أغسطس      |
| هورسينس             | 16   | سبورتينغ لشبونة      | 1–1           | 30 أغسطس      |
| هابويل تل أبيب      | 5517 | إف.91 دوديلانغ       | 3–1           | 30 أغسطس      |
| فيينورد             | 18   | سبارتا براغ          | 2–2           | 30 أغسطس      |
| ماذرويل             | 19   | ليفانتي              | 0–2           | 30 أغسطس      |
| النجم الأحمر بلغراد | 20   | بوردو                | 0–0           | 30 أغسطس      |
| لوكيرين             | 21   | فيكتوريا بلزن        | 2–1           | 30 أغسطس      |
| لاتسيو              | 5522 | مورا 05              | 2–0           | 30 أغسطس      |
| أيك                 | 23   | سسكا موسكو           | 0–1           | 30 أغسطس      |
| بورصاسبور           | 24   | تفينتي               | 3–1           | 30 أغسطس      |
| ليغيا وارسو         | 25   | روزنبورغ             | 1–1           | 30 أغسطس      |
| ستيوا بوخارست       | 5526 | إكراناس              | 2–0           | 30 أغسطس      |
| سلوفان ليبيريتس     | 27   | دنيبرو دنيبروبتروفسك | 2–2           | 30 أغسطس      |
| شتوتغارت            | 28   | دينامو موسكو         | 2–0           | 28 أغسطس      |
| باوك                | 29   | رابيد فيينا          | 2–1           | 30 أغسطس      |
| لوزيرن              | 30   | جينك                 | 2–1           | 30 أغسطس      |
| زيتا                | 31   | آيندهوفن             | 0–5           | 30 أغسطس      |

ملاحظات
ملاحظة 55: تم عكس ترتيب المواجهتين بعد القرعة الأصلية.

### المواجهة الأولى
| شتوتغارت             | 0 – 2 | دينامو موسكو |
| -------------------- | ----- | ------------ |
| إبيشيفيتش 72'، 90+1' | تقرير |              |

| أنجي محج قلعة | 0 – 1 | ألكمار |
| ------------- | ----- | ------ |
| تراوري 51'    | تقرير |        |

| نيفتشي باكو       | 1 – 1 | أبويل        |
| ----------------- | ----- | ------------ |
| شكوروف 82' (ركل.) | تقرير | بن عاشور 83' |

| ترومسو | ضد    | بارتيزان |
| ------ | ----- | -------- |
|        | تقرير |          |

| إكراناس | ضد    | ستيوا بوخارست |
| ------- | ----- | ------------- |
|         | تقرير |               |

| أتروميتوس | ضد    | نيوكاسل يونايتد |
| --------- | ----- | --------------- |
|           | تقرير |                 |

| مولده | ضد    | هيرينفين |
| ----- | ----- | -------- |
|       | تقرير |          |

| شريف تيراسبول | ضد    | مارسيليا |
| ------------- | ----- | -------- |
|               | تقرير |          |

| أيك | ضد    | سسكا موسكو |
| --- | ----- | ---------- |
|     | تقرير |            |

| ليغيا وارسو | ضد    | روزنبورغ |
| ----------- | ----- | -------- |
|             | تقرير |          |

| سلوفان ليبيريتس | ضد    | دنيبرو دنيبروبتروفسك |
| --------------- | ----- | -------------------- |
|                 | تقرير |                      |

| دينامو بوخارست | ضد    | ميتاليست خاركيف |
| -------------- | ----- | --------------- |
|                | تقرير |                 |

| بورصاسبور | ضد    | تفينتي |
| --------- | ----- | ------ |
|           | تقرير |        |

| لوزيرن | ضد    | جينك |
| ------ | ----- | ---- |
|        | تقرير |      |

| طرابزونسبور | ضد    | فيديوتون |
| ----------- | ----- | -------- |
|             | تقرير |          |

| إف.91 دوديلانغ | ضد    | هابويل تل أبيب |
| -------------- | ----- | -------------- |
|                | تقرير |                |

| فيينورد | ضد    | سبارتا براغ |
| ------- | ----- | ----------- |
|         | تقرير |             |

| ميدتييلاند | ضد    | يونغ بويز |
| ---------- | ----- | --------- |
|            | تقرير |           |

| ديبريتسين | ضد    | كلوب بروج |
| --------- | ----- | --------- |
|           | تقرير |           |

| لوكيرين | ضد    | فيكتوريا بلزن |
| ------- | ----- | ------------- |
|         | تقرير |               |

| باوك | ضد    | رابيد فيينا |
| ---- | ----- | ----------- |
|      | تقرير |             |

| فاسلوي | ضد    | إنتر ميلان |
| ------ | ----- | ---------- |
|        | تقرير |            |

| هارت أوف ميدلوثيان | ضد    | ليفربول |
| ------------------ | ----- | ------- |
|                    | تقرير |         |

| شلوسك فروتسلاو | ضد    | هانوفر 96 |
| -------------- | ----- | --------- |
|                | تقرير |           |

| ماذرويل | ضد    | ليفانتي |
| ------- | ----- | ------- |
|         | تقرير |         |

| أتلتيك بيلباو | ضد    | هلسنكي |
| ------------- | ----- | ------ |
|               | تقرير |        |

| ماريتيمو | ضد    | ديلا غوري |
| -------- | ----- | --------- |
|          | تقرير |           |

| هورسينس | ضد    | سبورتينغ لشبونة |
| ------- | ----- | --------------- |
|         | تقرير |                 |

| النجم الأحمر بلغراد | ضد    | بوردو |
| ------------------- | ----- | ----- |
|                     | تقرير |       |

| مورا 05 | ضد    | لاتسيو |
| ------- | ----- | ------ |
|         | تقرير |        |

| زيتا | ضد    | آيندهوفن |
| ---- | ----- | -------- |
|      | تقرير |          |

ملاحظات
ملاحظة 57: أنجي محج قلعة لعب مباراته على أرضه في ملعب لوكوموتيف، موسكو بدلا من ملعبه ملعب دينامو بسبب المشاكل الأمنية في مدينة محج قلعة وجمهورية داغستان المتمتعة بالحكم الذاتي.
ملاحظة 58: نيفتشي باكو لعب مباراته على أرضه في دالغا أرينا، باكو بما أن ملعبه ملعب عصمت غاييبوف لا يلبي معايير اليويفا.
ملاحظة 59: إكراناس لعب مباراته على أرضه في ملعب إل إف إف، فيلنيوس بما أن ملعبه ملعب أوكشتايتيا لا يلبي معايير اليويفا.
ملاحظة 60: دينامو بوخارست لعب مباراته على أرضه في الملعب الوطني، بوخارست بدلا من ملعبه ملعب دينامو.
ملاحظة 61: إف.91 دوديلانغ لعب مباراته على أرضه في ملعب بلدية ديفيردانج، ديفيردانج بدلا من ملعبه ملعب جوس نوسباوم.
ملاحظة 62: ديبريتسين لعب مباراته على أرضه في ملعب فاروسي، نيرغهازا بما أن ملعبه ملعب أولاه غابور أوت لا يلبي معايير اليويفا.
ملاحظة 63: لوكيرين لعب مباراته على أرضه في ملعب الملك بودوان، بروكسل بدلا من ملعبه ملعب داكنام لا يلبي معايير اليويفا.
ملاحظة 64: فاسلوي لعب مباراته على أرضه في ملعب كيالاول، بياترا نيامتس بما أن ملعبه الملعب البلدي لا يلبي معايير اليويفا.
ملاحظة 65: مورا 05 لعب مباراته على أرضه في ملعب حديقة الشعب، ماريبور بما أن ملعبه ملعب مدينة فازانيريا لا يلبي معايير اليويفا.
ملاحظة 66: زيتا لعب مباراته على أرضه في ملعب بود غوريكوم، بودغوريتسا بما أن ملعبه ملعب تريشنيتسا لا يلبي معايير اليويفا.

### المواجهة الثانية
| دينامو موسكو | 1 – 1 | شتوتغارت      |
| ------------ | ----- | ------------- |
| كوكورين 78'  | تقرير | إبيشيفيتش 64' |

شتوتغارت فاز 3–1 بمجموع المباراتين.
| ألكمار | ضد | أنجي محج قلعة |
| ------ | -- | ------------- |
|        |    |               |

| أبويل | ضد | نيفتشي باكو |
| ----- | -- | ----------- |
|       |    |             |

| نيوكاسل يونايتد | ضد | أتروميتوس |
| --------------- | -- | --------- |
|                 |    |           |

| بارتيزان | ضد | ترومسو |
| -------- | -- | ------ |
|          |    |        |

| إنتر ميلان | ضد | فاسلوي |
| ---------- | -- | ------ |
|            |    |        |

| ليفربول | ضد | هارت أوف ميدلوثيان |
| ------- | -- | ------------------ |
|         |    |                    |

| هلسنكي | ضد | أتلتيك بيلباو |
| ------ | -- | ------------- |
|        |    |               |

| ديلا غوري | ضد | ماريتيمو |
| --------- | -- | -------- |
|           |    |          |

| كلوب بروج | ضد | ديبريتسين |
| --------- | -- | --------- |
|           |    |           |

| هيرينفين | ضد | مولده |
| -------- | -- | ----- |
|          |    |       |

| مارسيليا | ضد | شريف تيراسبول |
| -------- | -- | ------------- |
|          |    |               |

| فيديوتون | ضد | طرابزونسبور |
| -------- | -- | ----------- |
|          |    |             |

| يونغ بويز | ضد | ميدتييلاند |
| --------- | -- | ---------- |
|           |    |            |

| ميتاليست خاركيف | ضد | دينامو بوخارست |
| --------------- | -- | -------------- |
|                 |    |                |

| هانوفر 96 | ضد | شلوسك فروتسلاو |
| --------- | -- | -------------- |
|           |    |                |

| سبورتينغ لشبونة | ضد | هورسينس |
| --------------- | -- | ------- |
|                 |    |         |

| هابويل تل أبيب | ضد | إف.91 دوديلانغ |
| -------------- | -- | -------------- |
|                |    |                |

| سبارتا براغ | ضد | فيينورد |
| ----------- | -- | ------- |
|             |    |         |

| بوردو | ضد | النجم الأحمر بلغراد |
| ----- | -- | ------------------- |
|       |    |                     |

| ليفانتي | ضد | ماذرويل |
| ------- | -- | ------- |
|         |    |         |

| فيكتوريا بلزن | ضد | لوكيرين |
| ------------- | -- | ------- |
|               |    |         |

| لاتسيو | ضد | مورا 05 |
| ------ | -- | ------- |
|        |    |         |

| سسكا موسكو | ضد | أيك |
| ---------- | -- | --- |
|            |    |     |

| تفينتي | ضد | بورصاسبور |
| ------ | -- | --------- |
|        |    |           |

| روزنبورغ | ضد | ليغيا وارسو |
| -------- | -- | ----------- |
|          |    |             |

| ستيوا بوخارست | ضد | إكراناس |
| ------------- | -- | ------- |
|               |    |         |

| دنيبرو دنيبروبتروفسك | ضد | سلوفان ليبيريتس |
| -------------------- | -- | --------------- |
|                      |    |                 |

| رابيد فيينا | ضد | باوك |
| ----------- | -- | ---- |
|             |    |      |

| جينك | ضد | لوزيرن |
| ---- | -- | ------ |
|      |    |        |

| آيندهوفن | ضد | زيتا |
| -------- | -- | ---- |
|          |    |      |